# بیلستا
بیلستا (به سوئدی: Billsta) یک منطقه مسکونی است که در بخش آرنهوستوی شهرستان وسترنورلاند در کشور سوئد واقع شده است. جمعیت بیلستا در پایان سال ۲۰۱۰ بالغ بر ۳۶۱ نفر بوده است.